# آدولفو کورسی
آدولفو کورسی (ایتالیایی: Adolfo Corsi؛ زادهٔ) دوچرخه‌سوار اهل ایتالیا است. وی در بازی‌های المپیک تابستانی ۱۹۲۸ شرکت کرده است.